# Кёртис, Сэмюэль
Сэмюэль Райан Кёртис (англ. Samuel Ryan Curtis; 3 февраля 1805, штат Нью-Йорк — 26 декабря 1866, Каунсил-Блафс, штат Айова) — американский юрист, инженер, военный деятель, генерал армии Союза во время Гражданской войны в США и один из первых республиканцев, избранных в Конгресс. Более всего известен своими военными успехами на Трансмиссисипском театре военных действий Гражданской войны.

## Детство и юные годы
Сэмюэль Кёртис родился в округе Клинтон (штат Нью-Йорк) в 1805 году, а детство провёл в штате Огайо. В 1827 году поступил в военную академию в Вест-Пойнте, которую окончил в 1831 году. Спустя несколько лет ушёл из армии и снова поселился в Огайо, где работал юристом и инженером развития железнодорожных путей, выступал в качестве главного инженера проекта в Де-Мойне, а затем в качестве инженера в городе Сент-Луисе.

## Военная и политическая карьера
Во время американо-мексиканской войны служил в качестве военного губернатора в ряде захваченных городов. После войны Кёртис поселился в штате Айова и в 1856 году был избран членом Республиканской партии в Конгрессе Соединенных Штатов. Был ярым сторонником Авраама Линкольна.
Когда началась гражданская война, Сэмюэль Кёртис в чине полковника возглавил 2-й пехотный добровольческий полк Айовы. В конце декабря 1861 года генерал Хэллек отдал под его командование Юго-Западную армию. Его войска одержали победу в битве при Пи-Ридж в 1862 году, затем в городе Хелена (штат Арканзас) в июле. Его успехи принесли ему звание генерал-майора. В сентябре Кёртис был назначен командующим войсками Департамента Миссури, но уже в 1863 году Линкольн был вынужден назначить другую команду, из-за конфликта с губернатором штата.
В 1864 году Кёртис вернулся в Миссури, чтобы противостоять вторжению армии Конфедерации под руководством генерал-майора Стерлинга Прайса. Вторжение было остановлено в битве при Вестпорте, и Кёртис был назначен командующим северо-западного Департамента.

## После войны
После гражданской войны Кёртис вернулся в город Киэкак (штат Айова) и занимался развитием железнодорожных путей вплоть до своей смерти в 1866 году. Похоронен на Оклендском кладбище в городе Киэкак.